# Szentiványi Andor
Szentiványi Andor, születési nevén Moskovits Andor (Miskolc, 1925. május 4. – Tampa, 2005. október 22.) allergológus, immunológus, egyetemi tanár.

## Élete
Moskovits Vilmos (1891–1944), a Belvárosi Takarékpénztár miskolci fiókjának igazgatója és Rund Jolán (1894–1944) fiaként született zsidó családban. Középiskolai tanulmányait a miskolci Királyi Katolikus Fráter György Gimnáziumban végezte, ahol 1943-ban kitüntetéssel tett érettségi vizsgát. Származása miatt behívták munkaszolgálatra, azonban megszökött és Raoul Wallenberg segítségével megmenekült a deportálástól. Szüleit az auschwitzi koncentrációs táborban gyilkolták meg. A Debreceni Tudományegyetem Orvostudományi Karán 1950-ben szerezte meg orvosi oklevelét. 1950 és 1952 között az egyetem I. sz. Belgyógyászati Klinikáján dolgozott. 1953-ban a Budapesti Orvostudományi Egyetem III. sz. Belklinikájához került mint aspiráns. A következő évben magántanárrá habilitálták. Az 1956-os forradalmat követően családjával előbb Bécsbe menekült, majd onnan felesége nagybátyjához, Chicagóba emigráltak. Ott megkapta a Rockefeller-ösztöndíjat, s 1959-ig a Chicagói Egyetemen állt alkalmazásban. 1959-ben a Denveri Egyetem belgyógyászati osztályán kapott állást. 1962-ben egyetemi adjunktusi kinevezést kapott. 1967 és 1970 között a Creighton Egyetem mikrobiológiai és belgyógyászati osztályának vezetőjévé nevezték ki. Ezután a Tampában található Dél-Floridai Egyetemre  került mint a farmakológia professzora, majd három évvel később a belgyógyászati osztályra nevezték ki professzornak. 1980 és 1986 között az orvosi kar dékánja és az USF Medical Affairs társelnöke volt. 1987-ben megkapta a „distinguished professor” címet. Miután lemondott dékáni állásáról, visszatért az oktató- és kutatómunkához. 1988-ban Nobel-díjra javasolták az allergiás betegségek és az immunológia területén végzett kutatómunkássága elismeréséül. 1995-ben Bill Clinton felajánlotta számára az egészségügyminiszteri tisztséget,[forrás?] azonban nem élt a lehetőséggel.
Kezdetben főként az allergiás betegségek, különösen az asztma kóroktana és patológiai lefolyása kötötte le érdeklődését, amelyeket állatkísérletek útján vizsgált. Kutatómunkásságát az allergiás betegségek, elsősorban az asztma patomechanizmusának felderítésének szentelte.

### Családja
Felesége Szász Judit (1928–2019) bőrgyógyász volt, Szász Károly és Rosenberg Magda lánya, akit gyermekkorában ismert meg Miskolcon és 1948-ban kötöttek házasságot. Két fiuk született (Peter, Edward William). Juditot húgával, a hétéves Emíliával és édesanyjával együtt 1944 júniusában Miskolcról az auschwitzi koncentrációs táborba deportálták. A holokauszt következtében 26 családtagját vesztette él, apja munkaszolgálatosként élte túl.

## Művei
- Dohányallergiás vizsgálatok. Filipp Gézával, Legeza Ireneusznéval. (Orvosi Hetilap, 1951, 44.)
- Allergiás reakció szervi localizációjának kérdése. Filipp Gézával. (Orvosi Hetilap, 1952, 11.)
- Anaphylaxia és idegrendszer. I. közlemény. Filipp Gézával, Mess Bélával. (Orvosi Hetilap, 1952, 16.)
- Anaphylaxia és idegrendszer. II. közlemény. Filipp Gézával, Mess Bélával. (Orvosi Hetilap, 1952, 42.)
- A pajzsmirigy szöveti változásai chronicus nikotinhatás alatt. Földes Istvánnal, Veress Pállal. (Orvosi Hetilap, 1952, 50.)
- Újabb tapasztalatok histamin-azoproteinnel a belgyógyászati therapiában. Went Ferenccel, Filipp Gézával. (Orvosi Hetilap, 1954, 19.)
- Anaphylaxia és idegrendszer. III. közlemény. Filipp Gézával. (Orvosi Hetilap, 1954, 21.)
- Anaphylaxia és idegrendszer. IV. közlemény. Filipp Gézával. (Orvosi Hetilap, 1954, 22.)
- Hypothalamikus területek sértésének és elektromos ingerlésének hatása a tengerimalac anaphylaxiás- és histaminshockjára. Székely Judittal. (Orvosi Hetilap, 1956, 11.)
- Beta adrenergic theory of the atopic abnormality in bronchial asthma. (Journal of Allergy and Clinical Immunology, 1968)